# Hattarne
Hattarne (Die Hüte) war eine Partei des schwedischen Adels nach dem Tod Karls XII. († 1718). Die andere Partei hieß die „Mützen“ (Mössorna). Da die Könige Friedrich I. (reg. 1720–1751) und Adolf Friedrich (reg. 1751–1771) politisch wenig Einfluss hatten, stritten die beiden Parteien regelmäßig auf den Reichstagen um die Herrschaft, in der sie sich abwechselten.
Beide hatten innenpolitisch das Ziel, das Königtum weiter zu entmachten und eine Oligarchie zu errichten. Außenpolitisch hielten die Mützen unter Führung von Arvid Horn zu Russland, die Hüte unter den Gyllenborgs zu Frankreich, das sie regelmäßig zum Krieg gegen Russland aufstachelten. Erst Gustav III. machte während seiner Regentschaft von 1771 bis 1792 dieser Adelsherrschaft ein Ende.
Dieser Artikel basiert auf einem gemeinfreien Text aus Meyers Konversations-Lexikon, 4. Auflage von 1888 bis 1890.